# Willem van Haecht
Willem van Haecht (wym. /ˈwɪləm vɑn ˈɦaːçt/) ur. 7 listopada 1593 w Antwerpii, zm. 12 lipca 1637 tamże) – flamandzki malarz barokowy.

## Życiorys
Był synem i uczniem pejzażysty Tobiasa Verhaechta. W latach 1615–1618 przebywał w Paryżu, a w latach 1619–1626 we Włoszech. W 1626 roku wrócił do Antwerpii i został członkiem tamtejszej gildii św. Łukasza. Od 1628 roku był kuratorem kolekcji obrazów, będących własnością Cornelisa van der Geesta. Zbiory te zostały ukazana na obrazie Haechta The Gallery of Cornelis van der Geest z 1628 roku.
Znane są jedynie trzy dzieła malarza:
- Galeria Cornelisa van der Geesta; 1628, olej na desce, 100 × 130 cm, Dom Rubensa, Antwerpia
- Aleksander Wielki odwiedza pracownię Apellesa, (Apelles painting Campaspe); 1629, olej na desce, 105 × 149,5 cm, Mauritshuis, Haga[3]
- Wnętrze salonu arcyksiężnej Izabeli de Austria; 1621, olej na desce, 93,3 × 123,2 cm, Norton Museum of Art, West Palm Beach[4]